# Irissen (Van Gogh)
De Irissen is een bekend schilderij van de Nederlandse kunstschilder Vincent van Gogh, een van de eerste schilderijen die hij maakte toen hij werd opgenomen in het ziekenhuis St.-Paul-de-Mausole in Saint-Rémy-de-Provence in Frankrijk, in 1889.

## Afbeelding
Het doek werd geschilderd kort voor de eerste opname van Van Gogh in de psychiatrische inrichting van Saint-Paul-de-Mausole in Saint-Rémy-de-Provence. In zijn correspondentie noemde hij het werk "de bliksemafleider voor mijn ziekte". Er is een grote spanning en ongedurigheid waarneembaar in de uitwerking. Qua stijl is de invloed waarneembaar van de Japanse prentkunst, zoals in veel van zijn werken.

## Geschiedenis
De eerste eigenaar was de Franse kunstcriticus en anarchist Octave Mirbeau, die een van de eerste bewonderaars van Vincent van Gogh was.
In 1987 werd het het duurste schilderij dat tot dan ooit was verkocht. Het werd verkocht voor AUS$ 54.000.000 aan zakenman Alan Bond, maar hij had niet genoeg geld en moest het verkopen. Het is nu in eigendom van het J. Paul Getty Museum in Los Angeles.